# Јуми Уецуџи
Јуми Уецуџи (јап. 上辻 佑実; 30. новембар 1987) јапанска је фудбалерка.

## Репрезентација
За репрезентацију Јапана дебитовала је 2012. године. За тај тим одиграла је 4 утакмице.

## Статистика
| Јапан  | Јапан | Јапан |
| Год.   | Ута.  | Гол.  |
| ------ | ----- | ----- |
| 2012   | 1     | 0     |
| 2013   | 0     | 0     |
| 2014   | 0     | 0     |
| 2015   | 3     | 0     |
| Укупно | 4     | 0     |